# Joanny Rendu
Joanny Rendu, de son vrai nom Jean Claude Amand Rendu, né le 1er septembre 1851 à Châtillon-en-Michaille et mort le 30 avril 1937 à Lyon, est un obstétricien français originaire du Haut-Bugey.
Il contribue, par ses recherches, à promouvoir des avancées majeures dans la lutte contre les maladies infectieuses. Au tournant du XXe siècle, il fait partie des pionniers qui participent activement au développement agricole de la Tunisie.

## Biographie

### Enfance et famille
Fils d'un négociant originaire de Champfromier dans l'Ain, Joanny Rendu naît le 1er septembre 1851 à Châtillon-en-Michaille, une commune du Haut-Bugey. Il passe son enfance dans ce village, qui fait désormais partie de l'agglomération de Valserhône.
À sa mort en 1937, il laisse une famille de 44 enfants, petits-enfants et arrière-petits-enfants. Deux de ses trois fils sont médecins à Lyon : André (chirurgien) et Robert (chirurgien ORL). Fils de Gustave Rendu, longtemps directeur général de l'Apave à Lyon, l'un de ses petits-fils, Christian Rendu, est un résistant et historien.

### Études
Après des études secondaires effectuées à Nantua puis au collège diocésain de Thoissey, il est reçu au concours de l'internat de médecine de Lyon en 1874. Il fait alors ses études de médecine en étant rattaché à l'hôpital de la Croix-Rousse sous la direction du professeur Henri SoulierAlors qu'il n'a pas encore achevé ses études, il se distingue par deux avancées reconnues en matière de protection sanitaire en temps de pandémie : l'isolement et le lavage des mains.

### Lutte contre les maladies infectieuses et les pandémies

#### Isolement des varioleux
Depuis la guerre de 1870, et par vagues successives, la variole fait des ravages meurtriers en France et en Europe. Les médecins croient à l'époque que des miasmes circulent dans l'atmosphère et qu'il est inutile d'isoler les malades.
Tout juste reçu au concours d'internat, Rendu fait ses débuts en 1875 à l'hôpital de la Croix-Rousse (Lyon). C'est de là qu'il s'intéresse aux malades infectés par la variole, et en particulier au soldat Saumade, un militaire mort le 5 mai 1875 dans un hôpital militaire proche, La Colinette (ancien hôpital militaire Villemanzy), après avoir été évacué depuis la ville de Mâcon. Il remonte le cheminement de l'infection dans chaque quartier de la ville où l'épidémie s'est déclarée, pour découvrir que dans chacun habite un soignant de l'hôpital de la Croix-Rousse. La chaîne de contamination est ainsi trouvée. En témoignage de ses recherches, il publie De l'isolement des varioleux à l'étranger et en France : à propos de l'épidémie de Lyon, pendant les années 1875-1876-1877. Fernand de Grandmaison en parle dans son livre sur la variole.

#### Lavement des mains
Le jeune interne, devenu médecin obstétricien, s'intéresse ensuite à la manière de lutter contre la fièvre puerpérale, fléau numéro un des salles d'accouchement de l'époque, et qui sera l'objet de sa thèse de doctorat De l'utilité des lavages intra-utérins antiseptiques dans l'infection puerpérale en 1878.
Entre 1879 et 1880, il effectue des voyages expérimentaux dans les principaux centres hospitaliers d'accouchement de Londres, Berne, Zurich, Prague, Naples, Vienne, etc. Il en tire des enseignements pratiques qui font l'objet d'un rapport, Note de voyage à l'étranger du point de vue de l'obstétrie et de la gynécologie, 1879-1880.
Il s'entretient de ses recherches avec les spécialistes les plus compétents de l'époque tels qu'August Breisky (en) à Prague ou Eugène Koeberlé à Strasbourg. Il s'intéresse non seulement au lavage des mains mais aussi à la manière dont se font les pulvérisations d'eau phéniquée. C'est à Vienne, chez les professeurs Braun, Carl et Speith[Qui ?], qu'il se penche sur les opérations du col de l'utérus et il étudie l'ovariectomie dans le département de gynécologie, ainsi qu'au King's College de Londres avec Thomas Spencer Wells. À son retour à Lyon, Joanny Rendu commence un cours sur les « maladies des femmes » et une carrière en médecine libérale après avoir été affecté à la maternité de la clinique de l'hôpital de la Charité sous les ordres du professeur Lucien Laroyenne.

### Docteur obstétricien
Une fois terminée sa période de formation, Joanny Rendu s'installe dans le 2e arrondissement de Lyon et devient le gynécologue attitré de la bourgeoisie lyonnaise, ce qui lui donne le privilège d'aider à l'accouchement d'Antoine de Saint-Exupéry.

### Pionnier investisseur en Tunisie
Grand voyageur, c'est vers 1891 qu'il découvre, comme d'autres familles lyonnaises la Tunisie et décide quelques années plus tard d'acheter, à 35 kilomètres de Sfax, plus de 2 000 hectares de terres incultes, le Jujubier, pour les mettre en valeur en y plantant des oliviers. Cet investissement lui est inspiré par les rapports de l'administrateur colonial Paul Bourde qui, après avoir découvert que les Romains avaient autrefois cultivé des oliviers avec succès, voulait attirer des exploitants. Au fil des ans, il plante et développe des oliviers sur près de 5 000 hectares et fait construire une huilerie. L'entreprise familiale, baptisée « Domaines oléicoles sfaxiens », sous l'administration locale de son neveu Émile Rendu, prospère jusqu'à son expropriation par le régime de Habib Bourguiba peu après la fin du protectorat français. Un livre intitulé La saga des pionniers : Lyon et la Tunisie (1890-1914) relate en détail cette aventure.

## Promotion de l'hygiénisme
En 1895-1896, il prend l'initiative d'une pétition adressée aux pères jésuites de l'externat Saint-Joseph à Lyon qui fait polémique à l'époque dans la bourgeoisie lyonnaise. Elle vise à promouvoir l'hygiénisme dans les collèges religieux et à remplacer les cours de « vers latins » par des leçons de gymnastique et de dessin : 

« Considérant que les vers latins, qui constituent un excellent exercice pour adoucir l'esprit et l'intelligence des élèves, absorbent un temps très précieux qu'il serait préférable, en vue des programmes actuels, de consacrer au matières indispensables [...] considérant que [...] les vers latins, abandonnés depuis longtemps dans les universités, ne sont nullement nécessaires pour l'obtention du diplôme de bachelier. »

## Distinctions
Les divers travaux de recherche de Joanny Rendu sont honorés à plusieurs reprises :
- lauréat du prix Montyon remis en 1877[14],[15] ;
- lauréat du prix Bréant remis en 1877[14],[16] ;
- médaille d'argent de l'Académie de médecine remis en 1876[17].

## Publications
- De l'Isolement des varioleux à l'étranger et en France à propos de l'épidémie de Lyon, pendant les années 1875-1876-1877 : précédé de Recherches sur une épidémie de variole à Lyon étudiée au point de vue de la contagion, Paris, Georges Masson, 1878, 135 p. ;
- Étude expérimentale et comparée sur l'arsenic et l'huile de foie de morue dans le traitement de la phtisie pulmonaire, Paris, Georges Masson, 1878, 48 p. ;
- De l'utilité des lavages intra-utérins antiseptiques dans l'infection puerpérale, Paris, Alphonse Derenne, 1879, 114 p. ;
- Revue de la clinique de maladies des femmes de la faculté de médecine de Lyon pendant le semestre d'été de 1878 (service de M. Laroyenne), Paris, Georges Masson, 1879, 45 p. ;
- Notes sur quelques voyages à l'étranger au point de vue de l'obstétrique et de la gynécologie, 1879-1880, Paris, Georges Masson, 1881, 35 p. (lire en ligne).